# Сулия (река)
Сулия (на испански: Río Zulia) е река във Венецуела и Колумбия. Реката формира част от границата между двете страни.
Извира от източната част на кордилерите на Андите, от близо 4220 метра надморска височина. След като минава през Колумбия и Венецуела, реката се влива в езерото Маракайбо.